# Resina acrílica

El polidroxietilmetacrilat, és una resina d'acrilat típica

Una resina acrílica o resina d'acrilat, és un component termoplàstic o plàstic termoestable derivat de l'àcid acrílic, àcid metacrílic o altres compostos relacionats. Un exemple és el polidroxietilmetacrilat, que fa un polímer reticulat quan es tracta amb poliisocianat. Aquests materials són component emprats en algunes pintures.

## Avantatges com a ingredient de pintures
La resina acrílica és un ingredient habitual en la pintura de làtex (Regne Unit: emulsion paint o "pintura d'emulsió"). Les pintures de làtex interiors i exteriors amb una proporció més alta de resina acrílica versus vinil ofereixen una millor protecció contra les taques, una major resistència a l'aigua, una millor adhesió, una major resistència a les esquerdes i ampolles i una resistència als netejadors alcalins. La resina acrílica es considera extremadament resistent a la intempèrie. Això la fa ideal per a aplicacions a l'aire lliure. En forma sòlida, la resina acrílica pot durar dècades. No es torna groga quan s'exposa a la llum solar, fins i tot després de molts anys. Les resines acríliques són els materials que quan s'afegeixen al làtex (U.K, Emulsion paint) augmenten les seves propietats de brillantor i les propietats mecàniques, és a dir: milloren la brillantor i la resistència a les ratllades en comparació amb la resina només de vinil.

## Degradació microbiana
Melanina: hi ha mostres de resina acrílica seca afectades per fongs a la catedral de Milà.